# Historia Polski (1939–1945)
Historia Polski (1939–1945) – historia Polski w czasie II wojny światowej, od agresji III Rzeszy i ZSRR na Polskę do zakończenia II wojny światowej 8 maja 1945 i konferencji poczdamskiej (17 lipca – 2 sierpnia 1945), która określiła status i granice Polski po II wojnie światowej.

## Inwazja niemiecka

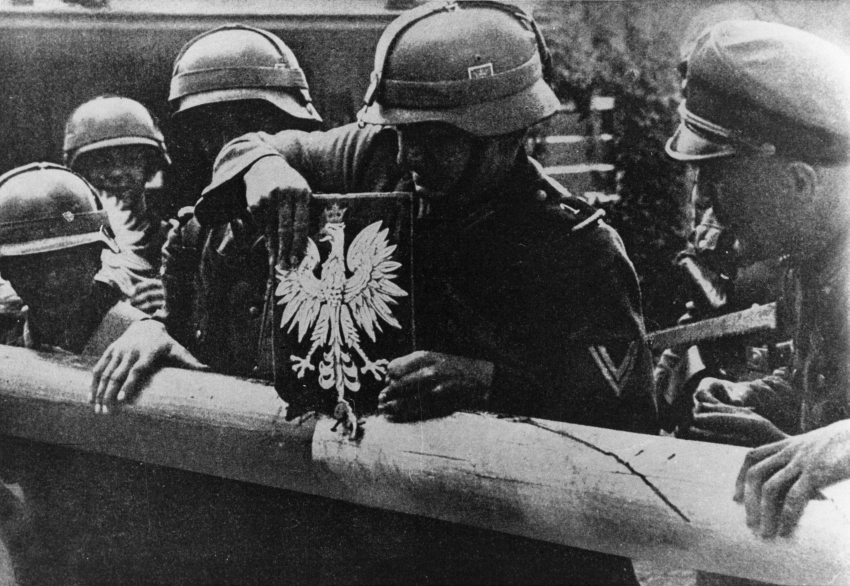
Wrzesień 1939: Żołnierze i policjanci niemieccy 1. Pułku Policji Państwowej z WMG niszczą polski szlaban graniczny i godło Polski w Gdyni-Kolibkach

1 września 1939 roku w godzinach porannych Wehrmacht uderzył na Polskę wzdłuż granicy polsko-niemiecko-słowackiej. Wojnę rozpoczęło zbombardowanie Wielunia o godz. 4.35. Następnie, o godz. 4.45, niemiecki pancernik „Schleswig-Holstein” rozpoczął ostrzał polskiej placówki wojskowej na Westerplatte. Tego samego dnia, we wczesnych godzinach rannych, Niemcy uderzyli na Pocztę Polską w Wolnym Mieście Gdańsku, aresztowali pierwszych 250 Polaków mieszkających w Gdańsku i wymordowali polskich kolejarzy w Szymankowie.
W ciągu pierwszych trzech dni polskie wojska przegrały bitwę graniczną i zostały zmuszone do odwrotu na całej linii frontu. 3 września Wielka Brytania i Francja wypowiedziały wojnę Niemcom i niedługo potem przeszli do działań zbrojnych (ofensywa w Zagłębiu Saary). Tymczasem Wehrmacht, korzystając z przewagi w lotnictwie Luftwaffe i broni pancernej odniósł w Polsce szereg zwycięstw, pokonując polskie wojska pod Piotrkowem Trybunalskim i Tomaszowem Mazowieckim.
6 września wojska polskie rozpoczęły wycofywanie się na drugi brzeg Wisły. Następnego dnia wojska polskie w bitwie pod Iłżą zostały rozbite. Trzy dni później nad Bzurą doszło do największej bitwy kampanii wrześniowej. W bitwie tej walczyły dwie polskie armie „Poznań” i „Pomorze”, z niemieckimi 8 i 10 Armią z Grupy Armii Południe („Süd”). 8 września rozpoczęła się bitwa o Warszawę, zakończona kapitulacją stolicy 28 września.

## Atak słowacki
Armia słowacka zaatakowała Polskę 1 września o godzinie 5.00 siłą trzech dywizji na kierunkach podhalańskim, nowosądeckim i bieszczadzkim. 1 Dywizja zajęła Jaworzynę oraz Niedzicę i posunęła się w ciągu kilku dni o 30 km, dochodząc 3 września wieczorem do Ochotnicy, a 4 września – do rejonu Zabrzeż – Rzeki, gdzie nawiązano kontakt ogniowy z jednostkami Armii „Karpaty”. 9 września dywizja ta powróciła na Słowację (niewielkie siły pozostały na Polskim Spiszu aż do jego włączenia w granice Słowacji oraz jako wojska okupacyjne w Zakopanem). 2 Dywizja w składzie XVIII Korpusu Armijnego gen. piech. Eugena Beyera zajęła pozycje na linii Jasło – Krosno – Sanok, mając styczność bojową z jednostkami polskimi (11 KDP).
W czasie trwania kampanii piechota słowacka zajęła pozycje, od zachodu na linii Kamienica – Zbludza – Zalesie, Jaworki – Biała Woda oraz Krynica-Zdrój – Tylicz, bez znaczącego oporu ze strony polskiej. Do 16 września jednostki piechoty zajęły miejscowości Liszna, Jabłonki, Baligród, Sanok, Krosno i Dukla, po czym wycofano je w granice Słowacji.
W czasie całej kampanii wrześniowej straty armii słowackiej w Polsce wyniosły 18 zabitych, 46 rannych i 11 zaginionych. Wzięto do niewoli ok. 1350 jeńców polskich. W styczniu 1940 około 1200 z nich Słowacy przekazali Niemcom oraz Sowietom, a resztę uwięzili w obozie w miejscowości Lešť.

## Agresja ZSRR na Polskę

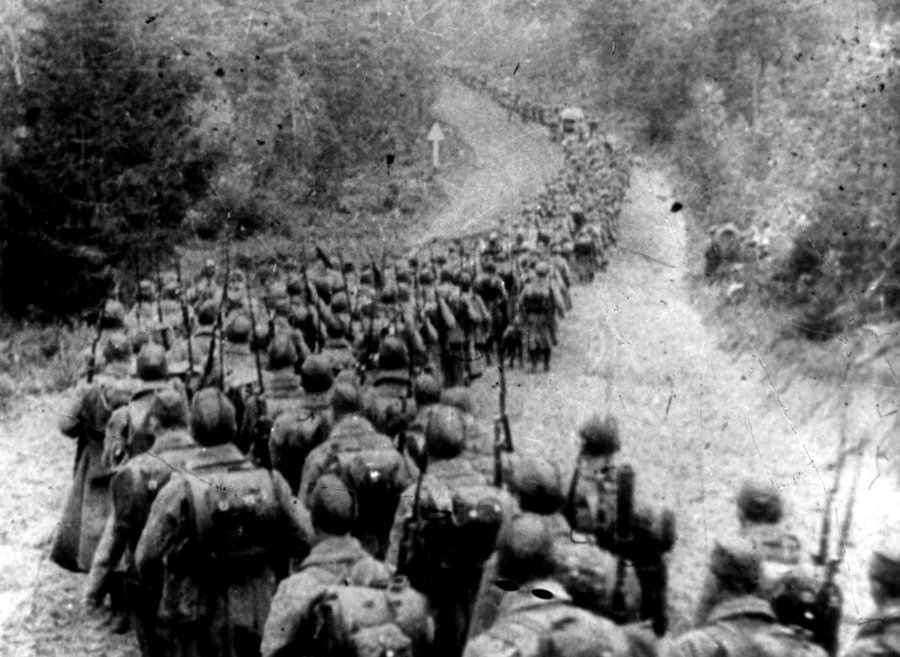
Kolumny piechoty sowieckiej wkraczające do Polski 17 września 1939

W dniu 17 września na skutek realizacji paktu Ribbentrop-Mołotow z dnia 23 sierpnia 1939 roku i dodatkowego tajnego protokołu o podziale stref wpływu na ziemiach polskich, na Rzeczpospolitą na całej długości granicy polsko-sowieckiej uderzyły oddziały Armii Czerwonej w sile sześciu armii liczących 600–650 tysięcy żołnierzy i ponad 5000 czołgów, podzielonych na dwa Fronty: białoruski i ukraiński. Siły te miały za zadanie zająć wschodnie ziemie Polski aż do linii Wisły. Wojsko Polskie stawiło opór agresorom. 28 września 1939 III Rzesza i ZSRR zawarły układ o przyjaźni i granicach wytyczający granicę na okupowanych terenach II Rzeczypospolitej. Agresja sowiecka – w nocie nie przyjętej przez ambasadora Grzybowskiego – była „usprawiedliwiona” tezą o „wzięciu w obronę ludności ukraińskiej i białoruskiej i upadku państwa polskiego”.

## Okupacja niemiecka

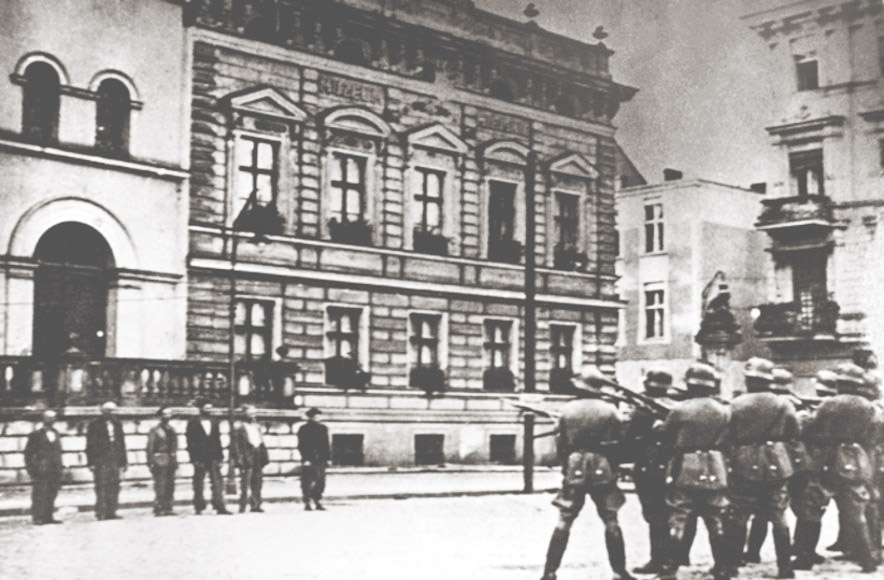
Rozstrzelanie Polaków po rozpoczęciu niemieckiej okupacji Bydgoszczy 9 września 1939

W wyniku agresji Niemiec i ZSRR na Polskę we wrześniu 1939 r., po okupacji całości terytorium II Rzeczypospolitej przez Wehrmacht i Armię Czerwoną i ustaleniu w dniu 28 września 1939 r. w pakcie o granicach i przyjaźni pomiędzy III Rzeszą a ZSRR granicy niemiecko-sowieckiej na okupowanym terytorium Polski, Adolf Hitler dwoma dekretami – z 8 i 12 października 1939 r. jednostronnie wcielił zachodnie terytoria Polski do Rzeszy.
Z terytorium Rzeczypospolitej pomiędzy linią granicy niemiecko-sowieckiej z 28 września 1939 r., a określoną w dekrecie wschodnią granicą ziem polskich wcielonych bezpośrednio do Niemiec (określoną jako nowa wschodnia granica Rzeszy) Adolf Hitler utworzył odrębny twór administracyjny podporządkowany Rzeszy – Generalne Gubernatorstwo.
Powyższe akty prawne, sprzeczne z ratyfikowaną przez Niemcy Konwencją haską IV (1907) były nieważne w świetle prawa międzynarodowego i nie były uznawane zarówno przez Rząd RP na uchodźstwie, jak i państwa sojusznicze wobec Polski, a także państwa trzecie (neutralne) przez cały czas trwania II wojny światowej.
Pozostałe terytorium Rzeczypospolitej Polskiej na wschód od linii granicznej ustalonej na terytorium Polski w układzie pomiędzy III Rzeszą a ZSRR zostało w październiku 1939 anektowane przez ZSRR.
Na terenach zajętych przez Niemcy dochodziło do aresztowań i wysiedleń polskich obywateli. Na przełomie 1939/1940 roku wysiedlono 860 tysięcy polskich obywateli, zasiedlając tereny ludnością niemiecką przybyłą z terenów byłych republik bałtyckich oraz Besarabii.
Na terenach okupowanych III Rzesza prowadziła politykę terroru i ludobójstwa.

## Okupacja sowiecka

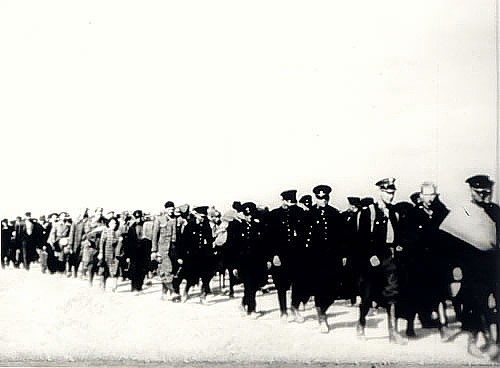
Kolumna aresztowanych policjantów i cywilnych „wrogów ludu”, wrzesień 1939

Na terenach okupowanych przez ZSRR 22 października zostały przeprowadzone sfałszowane wybory do Ludowego Zgromadzenia Zachodniej Białorusi i Ludowego Zgromadzenia Zachodniej Ukrainy. Sesje wybranych parlamentów odbyły się w Białymstoku i Lwowie. Na posiedzeniu od 31 października do 2 listopada Rada Najwyższa ZSRR formalnie włączyła tereny Zachodniej Białorusi i Zachodniej Ukrainy do ZSRR.
29 listopada 1939 Prezydium Rady Najwyższej ZSRR przyjęło dekret, w myśl którego obywatele polscy zamieszkujący zachodnie obwody Ukrainy i Białorusi automatycznie stawali się obywatelami ZSRR. Wprowadzono także przymus posiadania paszportów wewnętrznych ZSRR przez obywateli II RP, którzy w wyniku wojny znaleźli się na tych terenach. Akcja rejestracyjna z tym związana była podstawą do późniejszych policyjnych represji NKWD (w tym masowych wywózek z roku 1940).
Powyższe akty prawne, sprzeczne z ratyfikowaną przez Rosję Konwencją haską IV (1907) były nieważne w świetle prawa międzynarodowego i nie były uznawane zarówno przez Rząd RP na uchodźstwie, jak i państwa sojusznicze wobec Polski, a także państwa trzecie (neutralne) przez cały czas trwania II wojny światowej. Niemniej od czerwca 1941 ZSRR konsekwentnie powoływał się wobec Wielkiej Brytanii i USA na fakt odbycia „wyborów” jako plebiscytu ludności zamieszkałej tereny Polski okupowane od agresji ZSRR na Polskę na rzecz przynależności tych terenów do ZSRR.
Kilkaset tysięcy osób zostało aresztowanych przez NKWD i uwięzionych w sowieckich obozach koncentracyjnych systemu Gułagu, deportowanych na Syberię, do Komi lub Kazachstanu, czy zamordowanych. Wśród aresztowanych znaleźli się polscy policjanci i żołnierze. 5 marca 1940 roku Biuro Polityczne KC WKP(b) podjęło decyzję o rozstrzelaniu polskich oficerów znajdujących się w obozach w Kozielsku, Starobielsku i Ostaszkowie. W kwietniu i maju w Miednoje i Katyniu NKWD wymordowało około 15 tysięcy oficerów. Okupację sowiecką ziem polskich zakończył atak Niemiec na ZSRR 22 czerwca 1941 roku. Po ataku Niemiec na ZSRR NKWD wymordowało kilkanaście tysięcy więźniów politycznych w więzieniach na terenach okupowanych.

## Rząd RP na uchodźstwie
Wobec agresji Niemiec (1 września 1939) i ZSRR (17 września 1939) na Polskę, władze Rzeczypospolitej zmuszone zostały do przeniesienia siedziby poza granice kraju dla uniknięcia niewoli i wymuszonej kapitulacji. W nocy z 17 na 18 września prezydent RP i wódz naczelny przekroczyli granicę polsko-rumuńską w Kutach mając przyrzeczony zgodnie z V konwencją haską i układem sojuszniczym pomiędzy Polską a Rumunią z 1921 przejazd do Francji (fr. droit de passage). Pod równoległym naciskiem władz III Rzeszy, ZSRR i Francji, władze Rumunii zażądały wbrew V konwencji haskiej zrzeczenia się od władz RP ich suwerennych prerogatyw państwowych pod groźbą internowania. Wobec odmowy prezydenta RP, premiera i naczelnego wodza zostali oni internowani przez władze Rumunii w przygotowanych jeszcze w pierwszej połowie września 1939 ośrodkach internowania.
Wobec zaistniałej sytuacji należało wyznaczyć władze Rzeczypospolitej spośród polityków polskich, którzy znajdowali się poza zasięgiem obu agresorów (III Rzeszy i ZSRR). Niekwestionowanymi kandydatami w sytuacji załamania struktur państwa byli przedstawiciele dyplomatyczni Rzeczypospolitej chronieni immunitetem dyplomatycznym. W konsekwencji 25 września prezydent RP Ignacy Mościcki, zgodnie z art. 24 konstytucji kwietniowej (upoważniającym do wyznaczenia następcy prezydenta RP w stanie wojny), na swego następcę wyznaczył Bolesława Wieniawę-Długoszowskiego, Ambasadora RP we Włoszech. Jednak wobec sprzeciwu przebywających w Paryżu przedstawicieli partii opozycyjnych wobec sanacji i wywołanego ich naciskami sprzeciwu rządu Francji (co było ingerencją w suwerenność decyzji sojuszniczej Polski) Wieniawa-Długoszowski zrzekł się nominacji, a na urząd prezydenta RP został nominowany Władysław Raczkiewicz, który nominację przyjął. Po dyskusjach prezydent Raczkiewicz powołał na urząd prezesa Rady Ministrów gen. broni Władysława Sikorskiego, który powołał z kolei koalicyjny gabinet (w skład weszli przedstawiciele SN, SP, SL, PPS i politycy sanacyjni)
Prawnomiędzynarodowa ciągłość instytucji państwowych Polski została w ten sposób, wbrew deklaracjom Niemiec i ZSRR zawartych w układzie o granicach i przyjaźni z 28 września 1939 zachowana i była uznawana przez cały okres II wojny światowej na forum międzynarodowym.

## Polskie Siły Zbrojne
Jednym z głównych zadań Rządu RP było rozbudowywanie Polskich Sił Zbrojnych. Podpisano szereg umów z Brytyjczykami i Francuzami, planowano nawet stworzenie 100-tysięcznej armii polskiej we Francji. Ostatecznie, 4 stycznia 1940 podpisano polsko-francuski układ wojskowy i umowę lotniczą. Choć planów tych nie udało się do końca zrealizować, to we Francji powstały już wiosną 1940 1. Dywizja Grenadierów (pod dowództwem gen. bryg. Bronisława Ducha), 2. Dywizja Strzelców Pieszych (pod dowództwem gen. bryg. Bronisława Prugar-Ketlinga), Samodzielna Brygada Strzelców Podhalańskich (pod dowództwem gen. bryg. Zygmunta Bohusza-Szyszki), Polskie Siły Powietrzne (sformowano jeden zwarty dywizjon 1/145 Warszawski). Organizowano także 3. i 4. Dywizje Piechoty oraz 10. Brygadę Kawalerii Pancernej (pod dowództwem gen. bryg. Stanisława Maczka). Z inicjatywy rządu polskiego utworzono także Brygadę Strzelców Karpackich gen. Stanisława Kopańskiego w Syrii

## Polskie Państwo Podziemne
W nocy z 26 na 27 września 1939 roku powstała w oblężonej Warszawie Służba Zwycięstwu Polski. W listopadzie 1939 roku została ona przekształcona w Związek Walki Zbrojnej (ZWZ). 14 lutego 1942 roku generał Władysław Sikorski przekształcił ZWZ w Armię Krajową. Pod tą nazwą funkcjonowała do końca II wojny światowej. Do najgłośniejszych akcji Kedywu AK należała Akcja „Kutschera”, w której został wykonany wyrok na dowódcy SS i policji na dystrykt warszawski, odpowiedzialnym za masowe publiczne egzekucje Polaków Franzu Kutscherze. Polskie Państwo Podziemne przestało istnieć po zajęciu terytorium Polski Armię Czerwoną i aresztowaniu przywódców Polskiego Państwa Podziemnego przez NKWD.

## Układ Sikorski-Majski

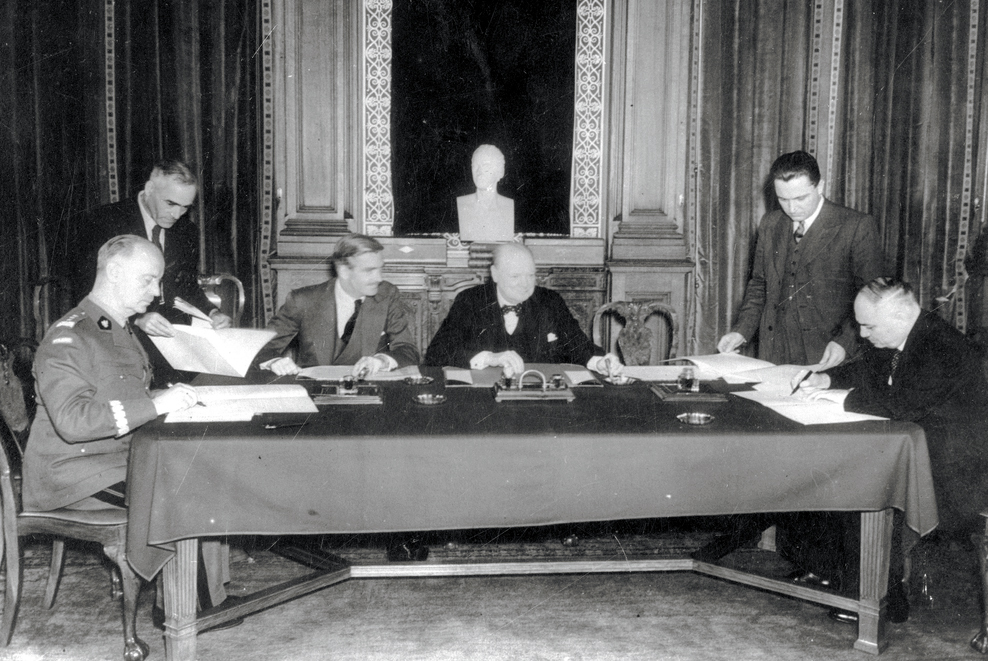
Podpisanie układu. Od lewej: Sikorski, Eden, Churchill i Majski

Po agresji niemieckiej na ZSRR przy pośrednictwie rządu brytyjskiego doszło do zawarcia układu o normalizacji stosunków pomiędzy Polską a ZSRR, zwanego układem Sikorski-Majski. Układ został podpisany przez gen. Władysława Sikorskiego, premiera rządu RP na uchodźstwie i ambasadora ZSRR w Londynie Iwana Majskiego. Układ przewidywał unieważnienie przez ZSRR wszelkich układów zawartych z III Rzeszą odnośnie do Polski, przywrócenie stosunków dyplomatycznych między obydwoma krajami, uwolnienie obywateli polskich skazanych i wywiezionych przez NKWD w okresie okupacji sowieckiej terytorium II Rzeczypospolitej i utworzenie armii polskiej w ZSRR pod dowództwem polskim. Porozumienie zostało podpisane 30 lipca 1941 roku. Stało się ono podstawą utworzenia Polskich Sił Zbrojnych w ZSRR pod dowództwem gen. Władysława Andersa składających się z Polaków uprzednio więzionych i deportowanych w głąb Związku Radzieckiego.
Polsko-radzieckie stosunki dyplomatyczne zostały zerwane przez ZSRR 25 kwietnia 1943, gdy Rząd RP na uchodźstwie zwrócił się do MCK o zbadanie okoliczności sprawy po odkryciu i ujawnieniu przez Niemców masowych grobów polskich oficerów w Katyniu, zamordowanych wiosną 1940 przez NKWD.

## Konflikt polsko-ukraiński

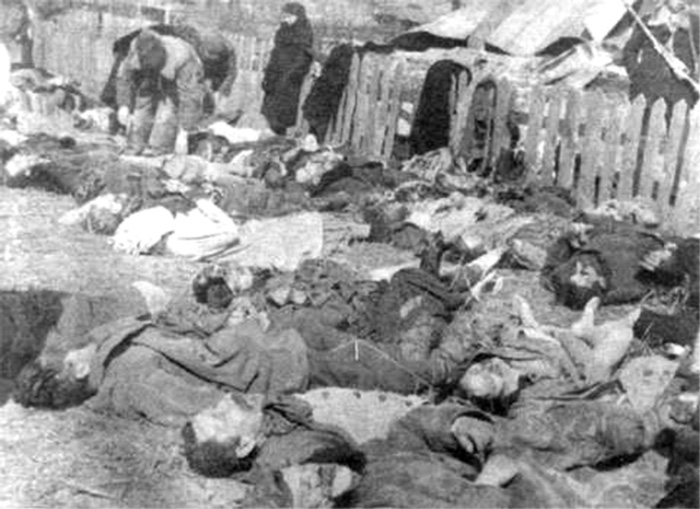
Polskie ofiary zbrodni UPA na Wołyniu (Lipniki, marzec 1943 r.)

Konflikt między polską a ukraińską ludnością zamieszkującą wschodnie tereny II RP, którego apogeum była rzeź wołyńska trwająca od lutego 1943 (Zbrodnia w Parośli I) do lutego 1944.

## Powstanie w getcie warszawskim

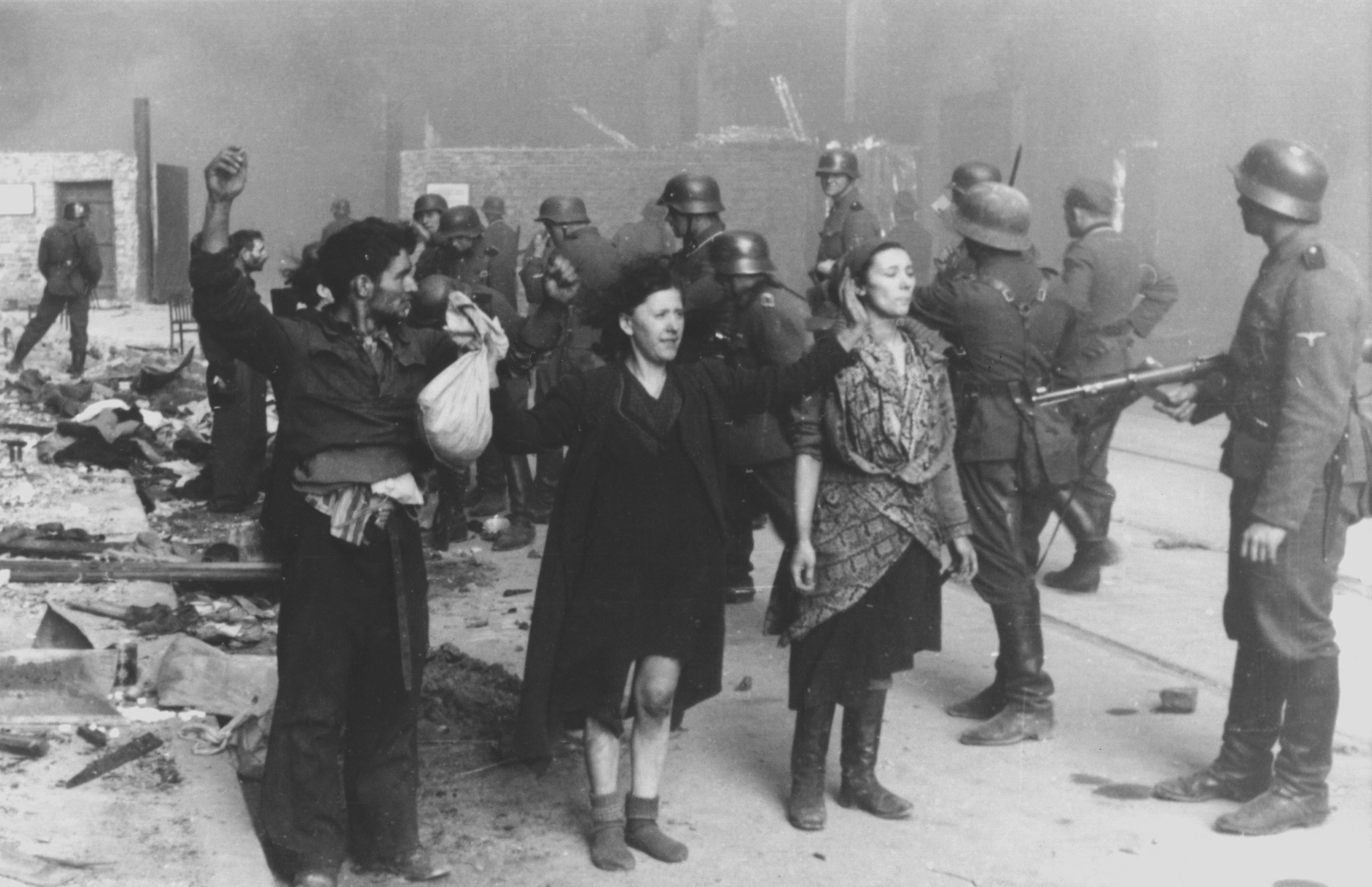
Fotografia z Raportu Stroopa. Oryginalny niemiecki podpis: „Ci bandyci stawiali zbrojny opór”

Powstanie w getcie warszawskim wybuchło 19 kwietnia 1943 roku. Jego przyczyną była chęć stawienia oporu wobec nieuchronnej likwidacji getta, w którym znajdowało się około 50-70 tysięcy ludzi. Siły powstańcze składały się z około 1000 źle uzbrojonych bojowników Żydowskiego Związku Wojskowego i Żydowskiej Organizacji Bojowej. 5 maja – premier rządu RP na uchodźstwie Władysław Sikorski w audycji radiowej BBC zaapelował do Polaków o pomoc bojownikom getta. Mimo pomocy – bardzo ograniczonej z powodu braku sił i środków i wielkiej przewagi niemieckiej – 8 maja rozbite zostało dowództwo powstania. 16 maja powstanie zakończyło się wysadzeniem w powietrze przez Niemców Wielkiej Synagogi.

## Powstanie warszawskie
Powstanie warszawskie wybuchło 1 sierpnia 1944 roku o godzinie 17:00 i trwało 63 dni Do walki stanęło około 40 000 żołnierzy. Podczas powstania udało się zdobyć niektóre ze strategicznych punktów oporu Niemców. Jednak znaczna przewaga w ludziach i sprzęcie, oraz bierność ze strony stojącej po praskiej stronie Armii Czerwonej spowodowały klęskę powstania warszawskiego. 2 października 1944 dowódca powstania Tadeusz Komorowski podjął decyzję o kapitulacji. W nocy z 2 na 3 października o godzinie 2.00 podpisano Układ o zaprzestaniu działań wojennych w Warszawie, o 5:00 rano nastąpiło zawieszenie broni. Ostatnie oddziały powstańcze opuściły Warszawę 5 października.
W powstaniu zginęło około 200 tys. ludzi, w tym 17 tysięcy żołnierzy Armii Krajowej.

## Polski Komitet Wyzwolenia Narodowego

Plakat manifestu PKWN

21 lipca 1944 został powołany w Moskwie Polski Komitet Wyzwolenia Narodowego (zob. rząd marionetkowy). Funkcjonował pod polityczną kontrolą Józefa Stalina. Zdominowany był przez komunistów polskich i realizował politykę ZSRR w Polsce. Na powstanie PKWN mieli dominujący wpływ komuniści z Centralnego Biura Komunistów Polski, jednak ostateczną decyzję o jego powstaniu podjął Stalin.
Decyzję o jego utworzeniu podjęto w Moskwie między 18 a 20 lipca 1944, a samą nazwę (kopię nazwy działającego od 1943 pod przewodnictwem de Gaulle’a Francuskiego Komitetu Wyzwolenia Narodowego) osobiście zaakceptował Józef Stalin, decydując również o składzie osobowym komitetu i podejmując końcową decyzję o utworzeniu PKWN. 22 lipca 1944 roku Radio Moskwa poinformowało, że PKWN powstał w Chełmie, pierwszym mieście polskim na zachód od Linii Curzona zajętym przez Armię Czerwoną w ofensywie białoruskiej (od czerwca 1944). W rzeczywistości pierwsi członkowie PKWN dotarli do Chełma dopiero 28 lipca 1944, zastając tam legalne władze polskie – delegata powiatowego i przedstawicieli Armii Krajowej.
27 lipca 1944 roku PKWN w umowie z ZSRR uznał tzw. Linię Curzona za granicę polsko-sowiecką. 1 sierpnia siedzibą Polskiego Komitetu Wyzwolenia Narodowego został Lublin. 31 grudnia 1944 Józef Stalin przekształcił PKWN w Rząd Tymczasowy Rzeczypospolitej Polskiej z Edwardem Osóbką-Morawskim na czele, formalnie w trybie uchwały KRN.
Legalnym i uznawanym powszechnie przez społeczność międzynarodową do lipca 1945 rządem polskim był Rząd RP na uchodźstwie.

## Wkroczenie Armii Czerwonej do Polski w latach 1944–1945
Na znajdujące się pod okupacją niemiecką terytorium II Rzeczypospolitej od stycznia 1944 roku wkraczała Armia Czerwona. Terytorium Polski zostało całkowicie opanowane przez Armię Czerwoną do maja 1945 roku. Na zajętych terytoriach organy NKWD prowadziły masowe aresztowania żołnierzy Armii Krajowej i urzędników Polskiego Państwa Podziemnego, polskich elit politycznych i społecznych, połączone z deportacjami do systemu obozów koncentracyjnych Gułagu.
Najważniejszymi operacjami wojskowymi Armii Czerwonej na terytorium Polski były:
- operacja lwowsko-sandomierska
- operacja dukielsko-preszowska
- operacja wiślańsko-odrzańska
- operacja górnośląska
- operacja wschodniopruska
- operacja pomorska

## Tymczasowy Rząd Jedności Narodowej
W wykonaniu postanowień konferencji jałtańskiej o powołaniu nowego, tymczasowego rządu Polski, mającego sprawować władzę do czasu wolnych demokratycznych wyborów, 28 czerwca 1945 roku na podstawie porozumienia zawartego na konferencji w Moskwie pomiędzy KRN a częścią polityków emigracyjnych skupionych wokół Stanisława Mikołajczyka i Stronnictwa Ludowego doszło do powołania Tymczasowego Rządu Jedności Narodowej. Premierem rządu został Edward Osóbka-Morawski, wicepremierami Władysław Gomułka i Stanisław Mikołajczyk. 5 lipca Tymczasowy Rząd Jedności Narodowej został uznany przez USA i Wielką Brytanię. Uznawany był także przez inne państwa koalicji antyhitlerowskiej. Równolegle zostało wycofane uznanie Rządu RP na uchodźstwie. Tymczasowy Rząd Jedności Narodowej przy zachowaniu pozorów koalicyjności był faktycznie zdominowany przez PPR.

## Konferencja poczdamska

Attlee, Truman i Stalin w Poczdamie

W dniach od 17 lipca 1945 do 2 sierpnia 1945 doszło do spotkań wielkiej trójki (przywódców USA, Wielkiej Brytanii i ZSRR), określanych jako konferencja poczdamska. Na konferencji ustalono wysokość reparacji wojennych, oddano także pod administrację polską obszary leżące na wschód od rzek Nysa Łużycka, Odra oraz wolne miasto Gdańsk. Polską delegację reprezentowali: Bolesław Bierut, Edward Osóbka-Morawski, Stanisław Grabski, Stanisław Mikołajczyk, Wincenty Rzymowski, oraz Michał Rola-Żymierski. Konferencja poczdamska ustaliła przebieg zachodniej granicy Polski, potwierdzony układem zgorzeleckim (1950), układem PRL-RFN (1970) i ostatecznie polsko-niemieckim traktatem granicznym (1991).

## Straty materialne i zniszczenia
Polska w czasie II wojny światowej poniosła największe straty biologiczne (na każdy tysiąc mieszkańców straciła 220 osób) i materialne (straty rzeczowe w przeliczeniu na jednego mieszkańca, które wyniosły 626 dolarów w porównaniu z 601 dolarami w Jugosławii). Wiele polskich miast i wsi zostało w znacznym stopniu zniszczonych, zaginęło lub zniszczono wiele dzieł sztuki, zniszczenia dotknęły również wiele innych dziedzin życia.